# Papa Anicet
Anicet, nascut a la província romana de Síria, fou escollit papa el 155, i va morir el 166.

## Biografia

### Pontificat
Anicet va succeir el 157 a Pius I, i va regnar fins a l'any 168. No obstant això, com apunta Louis Duchesne, les dates en aquesta època són molt confuses i és impossible ser més exactes. Fos quin fos la data d'inici del pontificat d'Anicet, es té constància de la presència a Roma de sant Policarp, bisbe d'Esmirna, que havia estat deixeble de l'Apòstol Sant Joan i mestre d'Ireneu de Lió, que es va entrevistar amb Anicet a fi d'establir la data de celebració de la Pasqua. Policarp, i l'Església oriental en el seu conjunt, entenia que la celebració havia de realitzar-se el dia 14 del mes de Nisán independentment del dia de la setmana que caiguera. Aquesta postura que seguia la tradició joànica i que suposava celebrar la Pasqua de Resurrecció el mateix dia que els jueus, és coneguda com a pràctica "quartdecimal" i no era considerada pel papa Anicet com a correcta, ja que entenia, al costat de l'Església occidental, que la Pasqua havia de celebrar-se el diumenge següent al dia 14 de Nisán.
Segons el relat que Ireneu de Lió fa d'aquesta visita, sembla que Anicet no va poder convèncer a Policarp, ja que aquest va basar la seua postura que "Joan i els altres apòstols amb qui ell havia viscut" celebraven la Pasqua d'aquesta manera. A pesar de les diferències entre ambdós no hi va haver ruptura entre ells i el papa va permetre al sant seguir celebrant la Pasqua segons la tradició oriental.
Va promulgar un decret que impedia als clergues deixar-se créixer els cabells. Va travar amistat amb l'apologista Justí al costat de qui va morir el 166 després de patir martiri durant les persecucions de l'emperador Marc Aureli.
Sembla que va condemnar la doctrina montanista, i que es va enfrontar als agnòstics i als marcionistes, encara que no existeixen documents històrics que acrediten aquestes actuacions, encara que segons el Liber Pontificalis va prohibir als clergues que dugueren el cabell llarg, el que suposaria una forma de separar-se dels agnòstics que, pel que sembla, tenien aquest costum.
Hegèsip, el primer historiador cristià, va anar a Roma també en època d'Anicet. la seva visita és recordada per molts autors eclesiàstics com notable, perquè, de fet, crida l'atenció el fet que molts homes il·lustres visitaren Roma en el període, emfatitzant la molt matinera dignitat i autoritat suprema dels pontífexs romans. Gnòstics com Marció i Valentí també eren a Roma, destorbant a l'Església romana amb les seves ensenyances herètiques.

### Mort
Anicet hauria mort el 168, però els dies varien entre el 16, 17 o 20 d'abril. Segons la tradició, fou el primer papa sepultat a la catacumba de Sant Cal·lixt. El 1604 el seu cos fou traslladat a la capella del Palazzo Altemps de Roma, on Climent VIII va donar autorització al duc Giovanni Angelo Altemps de tenir les restes del papa al palau familiar.

## Galeria

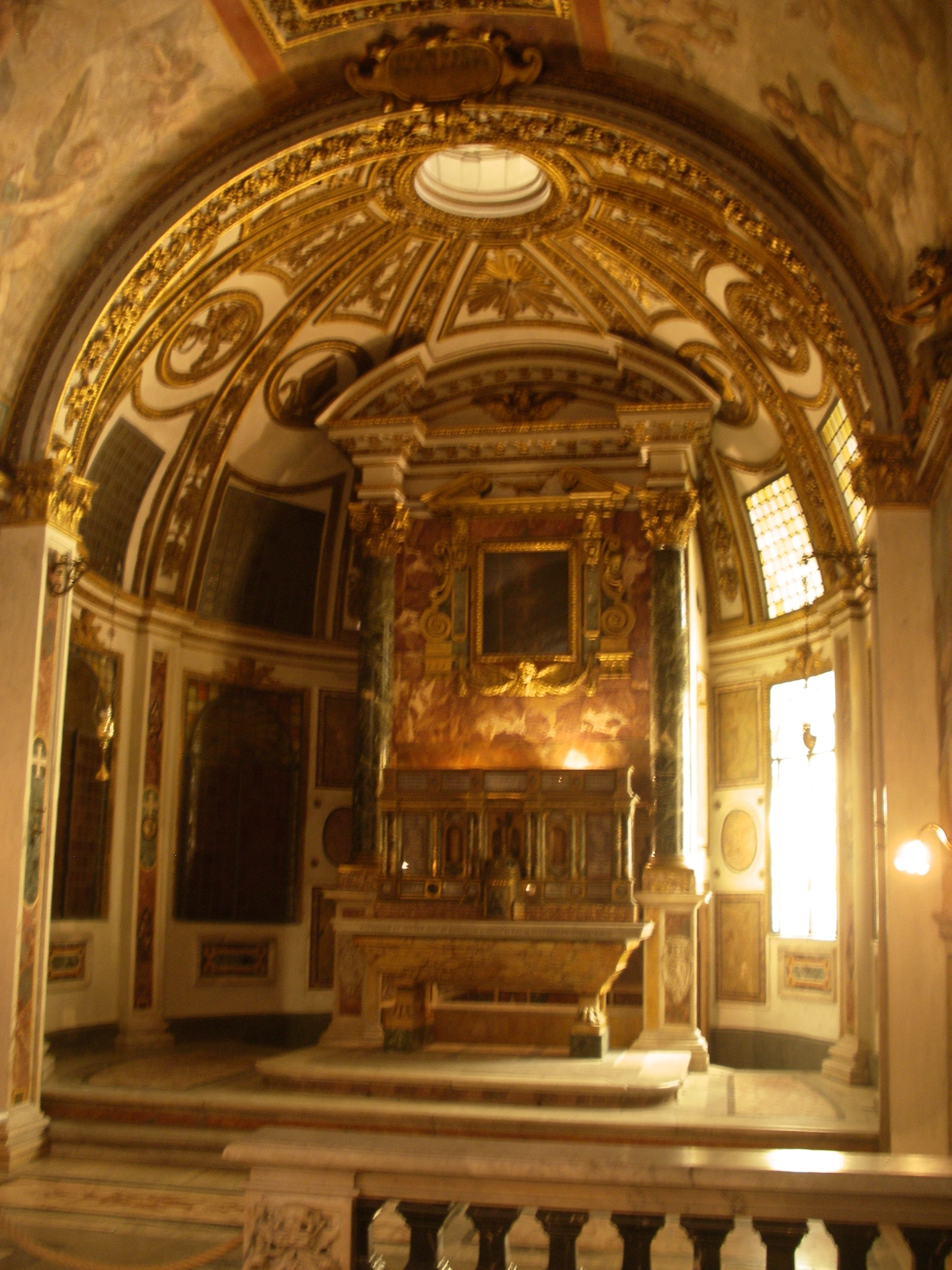
Altar de la capella Altemps, amb les restes del sant
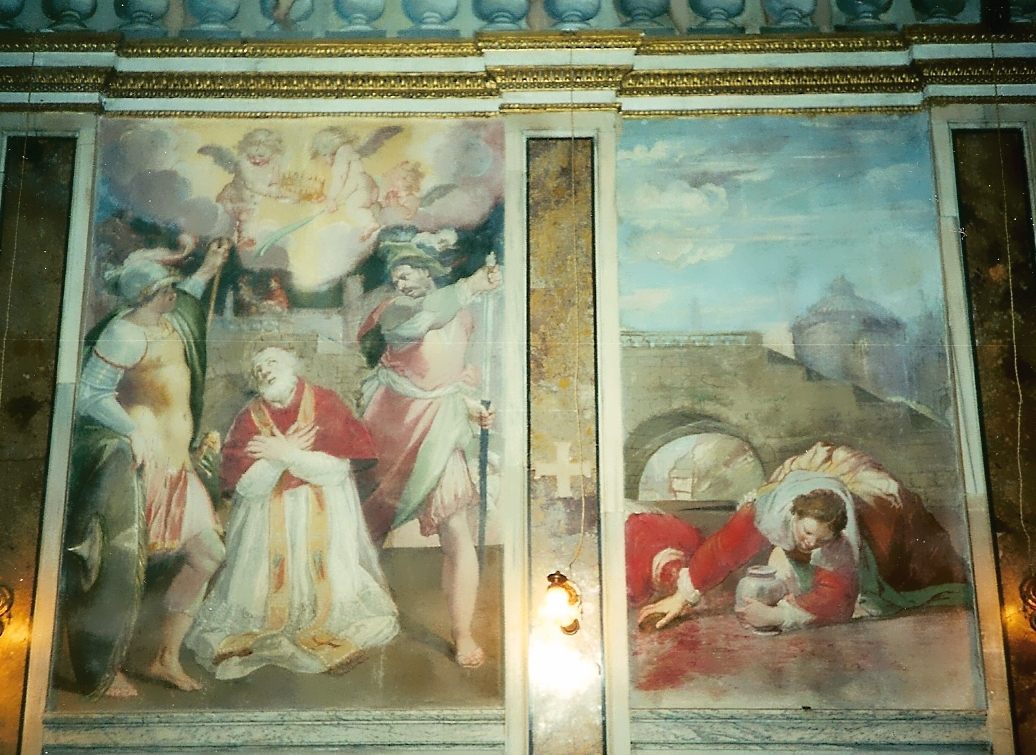
Martiri del sant, fresc d'Antonio Circignani, s. XVI (Roma, Palazzo Altemps)